# メンチュヘテプ4世
メンチュヘテプ4世（Mentuhotep IV, 在位：紀元前1998年 - 紀元前1991年）は、古代エジプト第11王朝の第6代ファラオ（王）。

## 概要
第11王朝の最後の王であるが、その治世についてはよく分かっていない。サッカラやアビュドスで発見されている王名表ではメンチュヘテプ3世が第11王朝最後の王であるとされている。また別の記録ではメンチュヘテプ3世の後に7年間の空位期間があったとされている。このように、後世の公的記録の多くでメンチュヘテプ4世の存在は抹殺されている。
彼の存在を示す同時代の遺物も、メンチュヘテプ4世の名が記された第12王朝のアメンエムハト1世の時代の容器の破片などがわずかに見つかっているだけである。だが一方で、ワディ・ハンママートに残された碑文から、当時の宰相兼上エジプト総督の名前もまた「アメンエムハト」であったことがわかっている。メンチュヘテプ4世の石棺に使用する石材を求めて軍隊を率いこの地に遠征したという彼と、第12王朝の初代王アメンエムハト1世の二人が同一人物である可能性は極めて高いと考えられ、宰相アメンエムハトは遠征に用いた軍事力を背景にクーデターを起こし、メンチュヘテプ4世を廃位したのだろうと推定されている。
いずれにせよ、第11王朝はメンチュヘテプ4世をもって終焉を迎えた。メンチュヘテプ2世によりエジプトが統一以後されてからの存続期間はわずか30年足らずであったが、テーベに確立された王権はアメンエムハト1世によるエジプト第12王朝によって引き継がれた。